# مسیه ۱۵
مسیه ۱۵ (به انگلیسی: Messier 15)یا خوشه پگاسوس یا ان‌جی‌سی ۷۷۰۸ یک خوشه ستاره‌ای کروی در صورت فلکی اسب بزرگ است که فاصله آن از زمین سی و سه هزار سال نوری و قدر ظاهری آن ۷.۵ است.

## نگارخانه

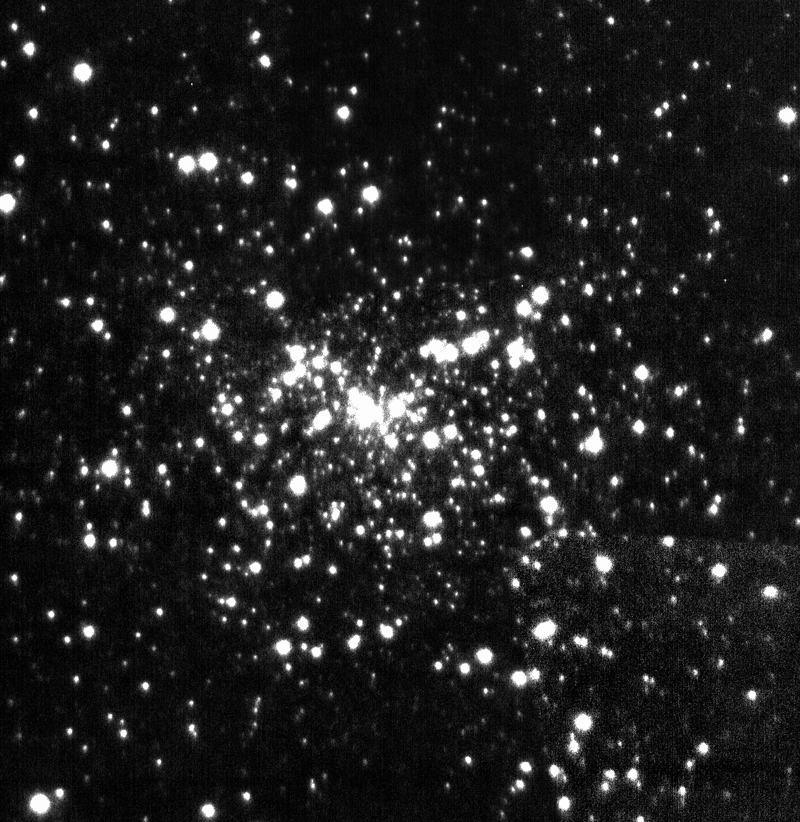
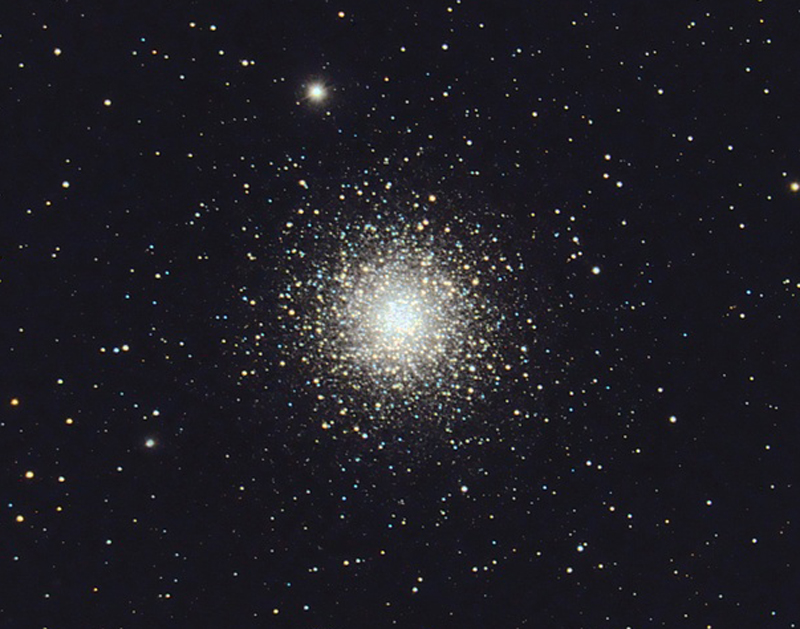